# 앳킨스 대 버지니아
‘앳킨스 대 버지니아’, 연방 536번 304쪽(2002)에서, 연방 대법원은 6-3으로 판결했는데 정신적 발달장애인을 사형시키는 것은 잔인하고 비상식적인 처벌에 대한 수정헌법 8조의 금지를 위반한다고 말이다.